# Lars Elldin
Lars Harald Elldin, född 7 mars 1927 i Saltsjöbaden, död 4 januari 2021 i Hyllie församling, var en svensk skådespelare.
Elldin är gravsatt i minneslunden på Limhamns kyrkogård i Malmö.

## Filmografi
- 1953 – All jordens fröjd
- 1954 – Seger i mörker
- 1956 – Främlingen från skyn
- 1956 – Nattbarn
- 1956 – Sången om den eldröda blomman
- 1959 – Slanten
- 1960 – H för Hem
- 2004 – Kommissarie Winter (TV-serie)
- 2007 – Gynekologen i Askim (TV-serie)

## Teater

### Roller
| År   | Roll                           | Produktion                                                | Regi             | Teater              |
| ---- | ------------------------------ | --------------------------------------------------------- | ---------------- | ------------------- |
| 1957 |                                | Den girige (L'Avare) Moliére                              | Tore Karte       | Fredriksdalsteatern |
| 1957 | Ombudsmannen                   | Baronessan Iwo Wiklander                                  | Bengt Lagerkvist | Dramatikerstudion   |
| 1958 | Immigrationspolis              | Utsikt från en bro (A View From the Bridge) Arthur Miller | Alf Sjöberg      | Dramaten            |
| 1958 | Magnus                         | Jeppe på berget (Jeppe paa Bierget) Ludvig Holberg        | Josef Halfen     | Lilla Teatern       |
| 1960 | Jean-Paul Fernois Inspicienten | Primadonna (Adorable Julia) Marc-Gilbert Sauvajon         | Gösta Folke      | Lilla Teatern       |

## Radioteater

### Roller
| År   | Roll     | Produktion                                                 | Regi                |
| ---- | -------- | ---------------------------------------------------------- | ------------------- |
| 1950 | Cockneyn | Miljonpundssedeln (The Million Pound Bank Note) Mark Twain | Benkt-Åke Benktsson |